# Lacerta oertzeni
Lacerta oertzeni este o specie de șopârle din genul Lacerta, familia Lacertidae, ordinul Squamata, descrisă de Werner 1904.

## Subspecii
Această specie cuprinde următoarele subspecii:
- L. o. budaki
- L. o. finikensis
- L. o. ibrahimi
- L. o. oertzeni
- L. o. pelasgiana